# (Just Like) Starting Over
«(Just Like) Starting Over» (en español: (como si) empezaramos otra vez) es una canción compuesta e interpretada por el músico británico John Lennon para el álbum de 1980 Double Fantasy.
Publicado como sencillo el 9 de octubre de 1980, coincidiendo con el cuadragésimo cumpleaños de Lennon, alcanzó el número uno tanto en Estados Unidos como en el Reino Unido tras la muerte del músico el 8 de diciembre. Supuso el sencillo más exitoso de la carrera musical en solitario de Lennon, manteniéndose cinco semanas en el número uno de las listas americanas. Antes de su muerte, el tema había alcanzado el puesto #6, alzándose hasta lo más alto tras el suceso. En el Reino Unido, el sencillo alcanzaría el puesto #8 antes del 8 de diciembre de 1980.
Publicado como primer sencillo del álbum Double Fantasy, con "Kiss Kiss Kiss" como cara B, supuso el primer trabajo con nuevo material desde 1975, momento en el que Lennon decidió retirarse temporalmente del mundo musical para dedicarse al cuidado de su nuevo hijo, Sean Lennon. Durante las sesiones de grabación, la composición fue conocida como "el tema de Elvis/Orbison" debido en parte a la voz nítida y precisa de Lennon, diferente de sus primeros álbumes. El suave sonido de campanas al inicio de la canción sirve como antídoto al fuerte tañido que abría el primer álbum de Lennon en solitario, siendo interpretado por el propio Lennon como el fin de una etapa.
Si bien los orígenes de la canción se remontan a composiciones tempranas como "Don't Be Crazy" y "My Life", sería una de las últimas canciones grabadas en estudio para el álbum Double Fantasy. "No escuchamos el tema hasta el último día de ensayos", diría Jack Douglas en 2005. Lennon finalizaría la canción durante sus vacaciones en Bermuda, y la grabaría en The Power Station, Nueva York, semanas después. En un principio, la canción fue titulada "Starting Over", si bien Lennon añadiría "(Just Like)" tras observarlo en una canción de country & western publicada al mismo tiempo.
El 8 de octubre de 2010, en conmemoración al que sería su cumpleaños Nº70, la tienda itunes lanzó sus álbumes remasterizados, itunes LP y un track gratuito el cual es el remix de (Just Like) Starting Over.